# Dracula (1979)
Dracula (Alternativtitel: Dracula – Eine Love Story) ist ein Horror- und Liebesfilm von Regisseur John Badham aus dem Jahr 1979 mit Frank Langella in der Titelrolle. Der Film ist eine Neuverfilmung des gleichnamigen Klassikers mit Bela Lugosi und basiert ebenfalls auf dem Bühnenstück von Hamilton Deane und John L. Balderston.

## Handlung
Der transsylvanische Graf und blutdürstige Vampir Dracula reist nach England, wo er in einem Schloss, in unmittelbarer Nachbarschaft zu einer Irrenanstalt, sein neues Heim beziehen will.
Dr. Seward, der Leiter der Anstalt, lädt ihn zu einem Empfang ein, wo er dessen Tochter Lucy sowie ihre kränkliche Freundin Mina kennenlernt. Die beiden Damen, insbesondere Mina, sind sofort fasziniert von dem charmanten Gast.
Am folgenden Tag geht es mit der Gesundheit Minas weiter bergab. Sie zeigt alle Anzeichen von Anämie, bis sie schließlich stirbt.
Seward verständigt Minas Vater Professor van Helsing, der eine Exhumierung anordnet, nachdem in der Nachbarschaft mehrere Menschen, vorwiegend Kinder verschwinden und eine Insassin der Anstalt behauptet, ihr Baby sei von der Verstorbenen umgebracht worden. Doch der Leichnam ist verschwunden ist und unterhalb des Grabes befinden sich Katakomben, durch die man überall in der Stadt gelangen kann. Dort begegnen sie der untoten Mina, die versucht, über van Helsing und Seward herzufallen. Ihr Vater treibt ihr in letzter Sekunde einen Pfahl durchs Herz.
Professor van Helsing entlarvt Dracula als Ursprung des Übels; jedoch ist es diesem gelungen, Lucy zu umgarnen. Gemeinsam mit ihr will er nach Transsylvanien fliehen, um sie zu seiner Braut für die Ewigkeit zu machen. Van Helsing und Lucys Verlobter, Jonathan Harker, verfolgen den Vampirfürsten und stellen ihn an Bord des Segelschiffes. Der Professor versucht, Dracula zu pfählen, wird von diesem jedoch mit seinem eigenen Pfahl aufgespießt. Mit letzter Kraft gelingt es dem Sterbenden, dem Vampir den Haken einer Seilwinde in den Rücken zu rammen, woraufhin Harker den Mechanismus betätigt.
Dracula wird aus dem Frachtraum hinauf in die Strahlen der mittlerweile aufgegangenen Sonne gezerrt, wo er schreiend zu Asche zerfällt; nur sein schwarzer Umhang bleibt zurück, der einer Fledermaus ähnelnd vom Wind davongetragen wird.

## Synchronisation

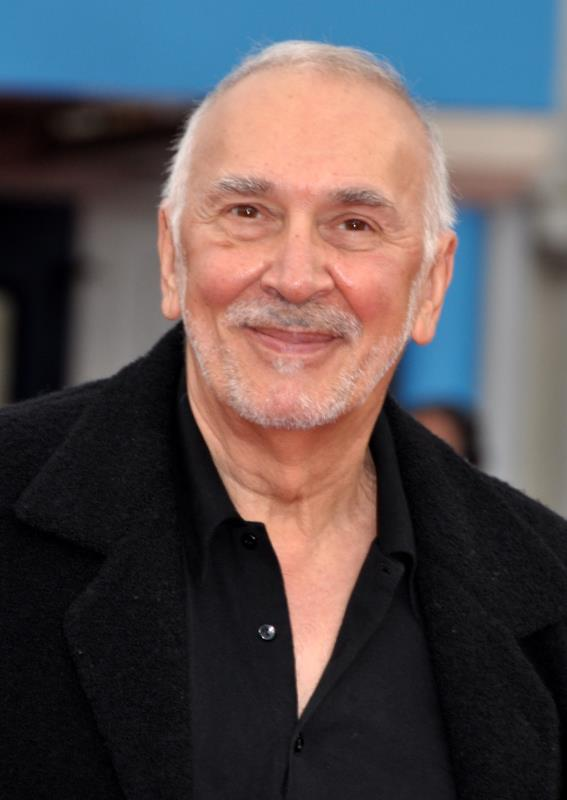
Hauptdarsteller Frank Langella im Jahre 2012

Die deutsche Synchronfassung entstand bei der Berliner Synchron. Arne Elsholtz schrieb das Dialogbuch und führte Regie.
| Rolle                     | Darsteller       | Synchronsprecher      |
| ------------------------- | ---------------- | --------------------- |
| Graf Dracula              | Frank Langella   | Norbert Langer        |
| Lucy Seward               | Kate Nelligan    | Alexandra Lange       |
| Prof. Abraham van Helsing | Laurence Olivier | Siegfried Schürenberg |
| Dr. Jack Seward           | Donald Pleasence | Wolfgang Spier        |
| Jonathan Harker           | Trevor Eve       | Arne Elsholtz         |
| Mina van Helsing          | Jay Francis      | Susanna Bonasewicz    |
| Milo Renfield             | Tony Haygarth    | Michael Chevalier     |
| Annie                     | Janine Duvitski  | Christel Merian       |
| Swales                    | Teddy Turner     | Toni Herbert          |

## Kritiken
Die Kritiken fielen unterschiedlich aus.
- Filmkritiker wie Bodo Fründt vom Stern befanden, dass der Film „amerikanischem Hausfrauenpublikum die Knie weich machen“ könne.[2]
- Der film-dienst sprach von einer gewissen „Appetitlosigkeit“, die sich über die gesamte Lauflänge des Films darstellt.
- Filmkritiker J. M. Thie meinte, dass der Regisseur lediglich „routinierte Mittelmäßigkeit“ erreiche und zudem die Schauspieler lustlos und deplatziert agieren.
- Dagegen räumt die Zeitschrift tip ein, dass „frühere Streifen“ bisweilen „saftiger, kraftvoller und auch erlebnisreicher“, jedoch nicht „so schön“ waren.

- Cinema: Langella verkörpert den transsilvanischen Halsfetischisten als Gentleman, dem sich seine Opfer in suizidaler Wollust hingeben. Der grausige Blutsauger à la Bela Lugosi oder Christopher Lee ist out, der neue legt Wert auf Manieren und Lebensart!

- Lexikon des internationalen Films: Mit den Stilmitteln des märchenhaft-opernnahen Ausstattungsstücks arbeitende Version des klassischen Stoffes, ausgezeichnet fotografiert und sorgfältig inszeniert.[3]

- Die Zeit, 12. Oktober 1979: Trotz der erlesenen Dekors, der erstklassigen Darsteller (Laurence Olivier, Donald Pleasance, Kate Nelligan), der hervorragenden Musik (John Williams), der sorgfältigen Tricks – manche der mit bescheidenerem Budget gedrehten früheren Versionen waren sehr viel leidenschaftlicher, lustvoller. Dies ist ein „Dracula“ vor allem für Kunst-Kino-Gänger: die die schillernde Faszination des Bösen nur goutieren, wenn das Schreckliche geschmackvoll dargeboten wird.[4]

## Veröffentlichungen

### DVD
- Dracula / 6. November 2009 / Winkler Film

### Blu-ray
- Dracula / 18. September 2014 / Universal Pictures Home Entertainment[5]
- Dracula / 14. März 2019 / Plaion Pictures[6]
- Dracula – Cinema Edition / 26. November 2020 / Plaion Pictures[7]
- Dracula ‘79 / 23. Mai 2022 / Mediacs[8]

## Verschiedenes
- Donald Pleasence wurde ursprünglich die Rolle des van Helsing angeboten. Er lehnte jedoch ab, da er fand, dass der Part zu viel Ähnlichkeit mit seiner Rolle als Dr. Loomis aus der Halloween-Filmreihe habe. Stattdessen akzeptierte er aber die kleinere Rolle des Dr. Seward.
- Die Namen der beiden weiblichen Rollen wurden vertauscht, so wird hier Lucy als „die Heldin“ gezeigt, während Mina „das dahinsiechende Opfer“ ist.
- Die familiären Verbindungen wurden ebenfalls verändert: Lucy ist hier die Tochter von Anstaltsleiter Dr. Seward und Mina die Tochter von Professor Abraham van Helsing.